# Daniel Aichinger
 (août 2011).
Si vous disposez d'ouvrages ou d'articles de référence ou si vous connaissez des sites web de qualité traitant du thème abordé ici, merci de compléter l'article en donnant les références utiles à sa vérifiabilité et en les liant à la section « Notes et références ».
Daniel Aichinger est un acteur allemand né le 25 octobre 1974. Il est connu principalement pour son rôle d'Axel Schwarz dans la série télévisée Le Rêve de Diana depuis 2006.

## Filmographie
- 2002 : Liebe unter Verdacht : David (Téléfilm)
- 2002 : Rex chien flic : Ernst Strobl (Série) (Saison 8 épisode 9)
- 2003 : Wilsberg : Thomas Westenbrink (Série) (Saison 1 épisode 9)
- 2005 : Verfreundet : Armin (Court métrage)
- 2006 - ... : Le Rêve de Diana : Axel Schwarz (Série)
- 2007 : Un mariage fou...fou...fou...! : Sven (Téléfilm)
- 2009 : Alerte Cobra : Peter Herzog (Série) (Saison 14 épisode 2)
- 2009 : Countdown : Christopher Fehrodt (Série) (Saison 2 épisode 5)